# Chris Marsden
Christopher „Chris“ Marsden (* 3. Januar 1969 in Sheffield) ist ein ehemaliger englischer Fußballspieler. Der defensive Mittelfeldspieler war zunächst fast ausschließlich bei Klubs unterhalb der höchsten englischen Spielklasse unterwegs, bevor er im Alter von 30 Jahren noch fünf Jahre für den FC Southampton in der Premier League spielte. Dabei war er Kapitän der Mannschaft, die im Jahr 2003 das Finale im FA Cup erreichte, dort jedoch mit 0:1 dem FC Arsenal unterlag.

## Sportlicher Werdegang
Marsden begann die Profifußballerlaufbahn in seiner Geburtsstadt bei Sheffield United. Dort debütierte er am 29. August 1987 in der zweiten Liga gegen die Blackburn Rovers (3:1) und absolvierte insgesamt 16 Ligapartien in der Saison 1987/88. Nach dem Abstieg ließ ihn der Verein aber bereits im Juli 1988 zu Huddersfield Town ziehen, das ebenfalls in die Drittklassigkeit abgestiegen war. Dort war der „Linksfuß“ im Mittelfeld ab der Spielzeit 1989/90 eine feste Größe und aufgrund seiner hohen Einsatzbereitschaft sowie Zweikampfstärke Publikumsliebling. Unter dem neuen Trainer Neil Warnock kam es jedoch dann zu einem Zerwürfnis und so wechselte er im Januar 1994 für 250.000 Pfund zum Zweitligisten Wolverhampton Wanderers. Kurz zuvor war er ab November 1993 sogar in die Premier League an Coventry City ausgeliehen worden. Einen festen Wechsel dorthin hatte er jedoch aufgrund der vermeintlich besseren sportlichen Perspektive bei den „Wolves“ abgelehnt.
Die Hoffnungen erfüllten sich nicht, denn nach einer anfänglichen Reihe guter Leistungen ereilte ihn schweres Verletzungspech in Form eines Beinbruchs, eines Bänderrisses im Sprunggelenk und eines ausgerenkten Knöchels. So gaben ihn die Wolves bereits im November 1994 wieder ab, nunmehr an den Ligakonkurrenten Notts County. Dort hielt seine Pechsträhne an und neben dem Abstieg als Tabellenletzter absolvierte er über einen Zeitraum von 14 Monaten gerade einmal 10 Meisterschaftsspiele, bevor er im Januar 1996 bis zum Ende der Spielzeit 1995/96 an den Drittligisten Stockport County ausgeliehen wurde. Dort fand er endlich wieder zu einer beständig guten Form, so dass Stockport Marsden kurz darauf fest unter Vertrag nahm. Seinen bis dato größten Erfolg feierte er in der Saison 1996/97 mit dem Aufstieg als Drittliga-Vizemeister, womit er sich wieder derart in den Vordergrund gespielt hatte, dass der Zweitligakonkurrent Birmingham City im Oktober 1997 die vergleichsweise hohe Ablösesumme von 500.000 Pfund für ihn zahlte. Dort behauptete er sich in einer Mannschaft, die sich im oberen Tabellendrittel behauptete, und zog Anfang Februar 1999 weiter zum FC Southampton in die Premier League. Beim dortigen Vereinsanhang wurde die Entscheidung, für einen 30-Jährigen mit nur geringer Premier-League-Erfahrung 800.000 Pfund zu zahlen, anfänglich mit Erstaunen zur Kenntnis genommen.
Marsden profitierte davon, dass sein Ex-Trainer Dave Jones aus Stockport nunmehr sportlich verantwortlich bei den „Saints“ war. Die Bedenken wurden schnell beseitigt, da es dem Neuzugang gelang, in den restlichen Saisonspielen für Stabilität im Mittelfeld und damit zum Klassenerhalt zu verhelfen. Als „harter Arbeiter“ und mit großer Ausdauer ausgezeichnet wurde er erneut zum Publikumsliebling und nach dem Trainerwechsel zu Gordon Strachan änderte sich seine Rolle auf die im linken Mittelfeld. Dort harmonierte er mit dem jungen Wayne Bridge hinter ihm und die linke Seite wurde als eine der besseren Reihen in der Premier League angesehen. Persönliches Highlight war sein Tor in einer Partie gegen Ipswich Town in der Saison 2001/02 nach einem Sololauf, den Experten als Mixtur aus Diego Maradona, Ricky Villa und John Barnes „adelten“. Aufgrund seiner Zuverlässigkeit wurde Marsden später zum Mannschaftskapitän befördert, nachdem sich Jason Dodd verletzt hatte. In dieser Rolle führte er das Team auch im 2003er Endspiel des FA Cups aufs Feld – die Partie ging jedoch mit 0:1 gegen den FC Arsenal verloren. Als sein Vertrag im Sommer 2004 auszulaufen drohte und auch Strachan seinen Abgang aus Southampton angekündigt hatte, entschied sich Marsden dazu, ein Angebot seines ersten Trainers Ian Porterfield anzunehmen, ihm nach Südkorea zu folgen. Bereits nach zwei Spielen für Busan IPark endete dieses Abenteuer vorzeitig. Stattdessen ließ er in seiner Heimat bei Sheffield Wednesday in der Drittligasaison 2004/05 seine Profilaufbahn ausklingen und verkündete anschließend verletzungsbedingt das Karriereende.
Später siedelte er mit seiner Familie nach Zypern aus. Nach seiner Scheidung zog er mit seinem Sohn nach Spanien in die Stadt Murcia, wo er beruflich im Baugewerbe zu arbeiten begann.

## Titel/Auszeichnungen
- PFA Team of the Year (2): 1991/92, 1996/97 (jeweils 3. Liga)